# زوي بال
زوي بال هي منتجة أفلام ومقدمة برامج إذاعية وصحفية ومقدمة تلفزيونية وممثلة بريطانية، ولدت في 23 نوفمبر 1970 ببلاكبول في المملكة المتحدة. بدأت مشوارها المهني سنة 1980.

## وصلات خارجية
- زوي بال على موقع IMDb (الإنجليزية)
- زوي بال على موقع ميوزك برينز (الإنجليزية)
- زوي بال على موقع أول موفي (الإنجليزية)
- زوي بال على موقع قاعدة بيانات الأفلام السويدية (السويدية)
- زوي بال على موقع قاعدة بيانات الفيلم (الإنجليزية)
- زوي بال على موقع كينوبويسك (الروسية)